# Hubert Malfait
Hubert Malfait (Astene, 1898 - Sint-Martens-Latem, 1971) was een Belgisch kunstschilder die behoorde tot de derde generatie van de Latemse School. In de jaren twintig van de 20e eeuw schilderde hij een aantal expressionistische doeken waarin de mens prominent op de voorgrond staat. Hij plaatst zijn figuur soms in een kubistische constructie.
Het Museum voor Schone Kunsten te Gent stelt van hem Zelfportret of Harmonie in wit uit 1928 tentoon.